# 三原市芸術文化センター

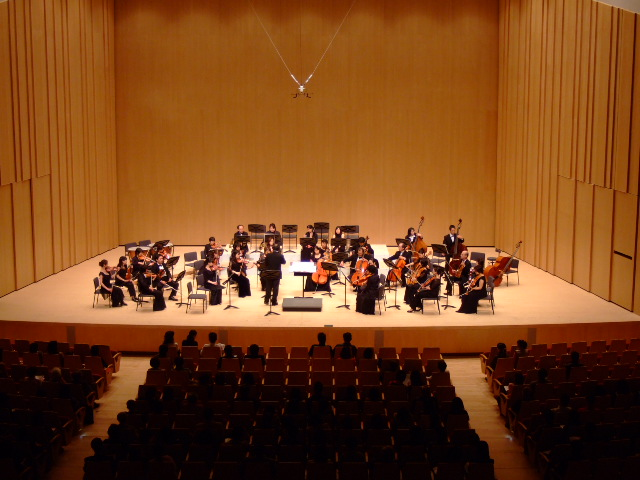
ステージ：オーケストラは三原室内管弦楽団

三原市芸術文化センター（みはらしげいじゅつぶんかセンター）は、広島県三原市宮浦2丁目にある多目的ホールである。愛称はポポロ。市民公募により名づけられた。
施設は三原市が所有し、2020年4月から一般財団法人 みはら文化芸術財団が指定管理者として運営管理を行っている。

## 概要
2007年10月14日開館。設計は槇文彦。
- 所在地：広島県三原市宮浦2-1-1
- 建築面積：4,054.03m2
- 延床面積：7,421.58m2
- 階数：地上2階・地下1階
- 受賞：第51回BCS賞（2010年）[2]、第13回公共建築賞優秀賞（2012年）[3]

## 主な設備
- ホール
  - 座席数1階853席、2階356席の全1,209席
  - 音響効果に優れた シューボックス（直方体）型と客席から舞台を見やすい囲み型を融合させている。
- 楽屋　小楽屋2、中楽屋2、大楽屋1
- リハーサル室　156席設置可能
- ホワイエ
- 屋上テラス
- 練習室　2室
- 会議室
- レストラン
- 屋外駐車場　94台

## アクセス
- JR山陽新幹線・山陽本線・呉線 三原駅より徒歩約30分[4]
- 芸陽バス[5]「芸術文化センターポポロ・医師会病院入口」バス停下車すぐ
  - 田野浦線：三原営業所・三原駅方面 - 芸術文化センターポポロ - 三原警察・田野浦小学校前・青葉台方面
  - 頼兼線：三原駅方面 - 芸術文化センターポポロ - 県立広島大学・頼兼・西野・三原駅方面

## 倒木事故
2014年3月16日午前8時40分ごろ、敷地内に植えられていたポプラの木が倒れ、近くを歩いていた女性2人に直撃した。この事故で女性2人のうち1人が死亡し、もう1人が肋骨骨折の重傷を負った。
事故の2日前には三原市で震度4を観測する地震が発生したが、地震後に行った目視では異常は見られなかったという。その後、行われた調査によると、倒れたポプラの木は樹齢約50年で、根元への盛り土によって根が枯れ、そこから菌が入って幹の下部分が腐食し、倒れたと結論された。